# Осташевская (Верховажский район)
Осташевская — деревня в Верховажском районе Вологодской области.
Входит в состав Сибирского сельского поселения, с точки зрения административно-территориального деления — в Сибирский сельсовет.
Расстояние по автодороге до районного центра Верховажья — 41 км, до центра муниципального образования Елисеевской — 8 км. Ближайшие населённые пункты — Аксеновская, Захаровская, Харитоновская, Сакулинская, Ворониха.
По переписи 2002 года население — 79 человек (35 мужчин, 44 женщины). Преобладающая национальность — русские (99 %).